# Tom Cullen
Tom Cullen, född 17 juli 1985, är en walesisk skådespelare, känd bland annat för sin medverkan i filmen Weekend från 2011 och tv-serien Downton Abbey. Cullen debuterade som regissör år 2019 med dramafilmen Pink Wall.